# Miguel Gil (militar)
Gral. Miguel Gil fue un militar mexicano que participó en la Revolución mexicana. Nació en Ciudad de México, Distrito Federal en 1860. Fue alumno del Colegio Militar y llegó a ser general de brigada en 1913. Respaldó al general Victoriano Huerta y participó en la Batalla de Santa Rosa, Sonora. Luego gobernó de forma interina Nayarit, entre 1913 y 1914, en ausencia del titular, el general Martín Espinosa, involucrado en las acciones militares constitucionalistas. Murió en Tacubaya, Distrito Federal, en 1922. 